# Слатки мирис успеха
Слатки мирис успеха (енгл. Sweet Smell of Success) је амерички драмски филм ноар из 1957. године, режисера Александера Макендрика, према сценарију који је он написао заједно са Клифордом Одетсом и Ернестом Леманом, према краткој новели коју је написао Леман. У главним улогама су Берт Ланкастер, Тони Кертис, Сузан Харисон и Мартин Милнер. Филм је снимљен у Њујорку, а главни сниматељ је био Џејмс Вонг Хау. Музику за филм је компоновао Елмер Бернстин, а костиме је дизајнирала Мери Грант.
Радња филма прати моћног новинског колумнисту Џеј Џеј Хансекера (којег глуми Ланкастер и који је заснован на Волтеру Винчелу) који користи своје везе да уништи однос своје сестре са мушкарцем за којег сматра да је недостојан.
Иако је испрва постигао лош успех, пријем филма се годинама знатно побољшао. Филмски критичари га данас високо цене, посебно због кинематографије и сценарија. Године 1993. Конгресна библиотека је одабрала овај филм за очување у Националном филмском регистру Сједињених Држава као „културно, историјски или естетски значајан”.

## Радња
Морално банкротирани агент за штампу са Менхетна, Сидни Фалко, фрустриран је играч са руба који у последње време није успео да добије позитиван публицитет за своје клијенте у утицајној новинској колумни Џеј Џеј Хансекера. Хансекер је претерано заштитнички настројен према својој млађој сестри Сузан и настоји да поремети њену романсу са џез гитаристом у успону, Стивом Даласом.
У замену за неиспуњено обећање, Хансекер нуди Фалку прилику за успех уколико успе да уништи везу Сузан и Даласа. Фалко, који губи новац и клијенте, зна да би ова услуга могла да спаси његову каријеру. Фалко се нада да ће подметање гласине да је Далас комуниста који пуши марихуану, у супарничкој колумни бити довољно да га отпусте из џез клуба у којем свира његова група. Хансекер ће се тада додворити Сузан тако што ће стати у Даласову одбрану и вратити му посао, при чему ће Фалко рачунати на то да ће превише поносни Далас одбити укаљану услугу.
Да би подметнуо ту гласину, Фалко планира да уцењује истакнутог колумнисту претњом да ће открити његову неверу у браку. Уместо тога, како не би укаљао свој новински интегритет, колумниста сам признаје превару својој супрузи, што она чак и похвали као „први пристојан чин након много година”. Фалко затим подмићује другог колумнисту сексуалном услугом коју му пружа девојка са којом има пријатељски однос, заводећи је да га чека у својој спаваћој соби само да би стигао са колумнистом − што је ново дно, чак и за Фалка. Он преокреће њено незадовољство тврдећи да то чини како би јој помогао у каријери. Гласина је одштампана и Даласова џез група је отпуштена из клуба.
Како је планирано, у присуству Даласа и Сузан, Хансекер театрално поново позива Даласа коме је вратио посао, али Далас и даље вређа и осуђује Џеј Џеја због свог малигног утицаја на друштво. Присиљена да бира између њих, Сузан раскида са Даласом како би га заштитила од свог осветољубивог брата. Упркос овоме, Хансекер је толико разјарен Даласовим увредама − које изврће да би их окарактерисао као нападе на своју лојалну, патриотску публику − да појачава ствари. Притискајући Фалка, он му наређује да подметне марихуану Даласу како би га касније ухапсио корумпирани полицијски поручник Хари Кело, али је Фалко невољан да то прихвати. Да би га заокренуо, Хансекер му обећава три месеца писања колумне, док он води Сузан у Европу да заборави Даласа.
У џез клубу, Фалко гура цигарете марихуане у џеп Даласовог капута. Кело чека Даласа изван клуба и претуче га, након чега Далас заврши у болници. Фалко након тога прославља у бару где, окружен својим пријатељима из индустрије, наздравља свом „новом парфему, слатком мирису успеха”.
Славље се прекида када Фалко бива позван у Хансекеров стан, где затече Сузан у спаваћици која се спрема да скочи са балкона. Фалко је зауставља, затим јој грди и назива је детињастом. Хансекер стиже и затиче Фалка и Сузан у наизглед компромитујућем положају у њеној спаваћој соби, јер Фалко почиње да сумња да му је Сузан сместила. У немогућности да се извуче из онога што изгледа као замка, Фалка брутално ошамари Хансекер. Бесан, Фалко открива Сузан да је њен брат направио план како би сместио Даласу. Хансекер тада позива Кела и изјављује да је Далас невин, а Фалка оптужује за подметање доказа. Фалко изјављује да га Келове батинање неће спречити да целу причу објави, а затим одлази. Док излази из зграде, полиција га хвата на Тајмс скверу.
Сузан пакује торбу и спрема се да оде. Хансекер је зауставља, а она му објашњава да је заиста покушала самоубиство, сматрајући да је смрт боља од живота са њим, и да одлази да би била са Даласом. Хансекер затим посматра са балкона како она пролази поред пребијеног Фалка док зора свиће.

## Улоге
| Глумац         | Улога              |
| -------------- | ------------------ |
| Берт Ланкастер | Џеј Џеј Хансекер   |
| Тони Кертис    | Сидни Фалко        |
| Сузан Харисон  | Сузан Хансекер     |
| Мартин Милнер  | Стив Далас         |
| Сем Лавин      | Френк Д'Анџело     |
| Барбара Николс | Рита               |
| Џеф Донел      | Сали               |
| Џо Фриско      | Херби Темпл        |
| Емил Мејер     | поручник Хари Кело |
| Идит Атватер   | Мери               |